# Wormaldia khourmai
Wormaldia khourmai är en nattsländeart som beskrevs av Schmid 1959. Wormaldia khourmai ingår i släktet Wormaldia och familjen stengömmenattsländor. Inga underarter finns listade i Catalogue of Life.